# Давид бехор Хајим - Давичо
Давид бехор Хајим – Давичо (Београд, око 1780 – око 1860) био је велетрговац, мењач и тајни лиферант српске војске, за време владавине Милоша Обреновића (1815 – 1839).  Такође, био је син председника јеврејске општине, Израиља Хајима. 

## Биографија
Први сарафи (банкари) у Србији су били Константин Стојановић, који је био сараф београдског везира и Давид Хајим, сараф кнеза Милоша Обреновића. 
Након избијања Првог српског устанка побегао у Земун, заједно са својом породицом. Надимак Давичо, који ће његови потомци узети као презиме, први се пут јавља у документима Земунског магистрата 1812. године. Поседовао је мењачницу у центру града поред гостионице „Грчка краљица”, којом је успешно пословао, и њу је, заједно са кућом у Београду, касније препустио сину. Од 1817. до 1835. године био је градски лиферант за војне потребе и сарађивао је са кнезом Милошем. Набавке за двор и кнежевску породицу ишле су преко њега, као и најдискретнији послови попут тајних лиферација пушака и сабљи. Кнезу је често позaјмљивао веће своте новца. Од Турака је тајно набављао оружје и муницију за српске снаге.
Хајим Давид успео је двадесет година да скрива од османских власти своје послове које је обављао за Кнеза. О њиховој сарадњи се сазнало тек 1835. године, за време Јусуф-паше, који је тада заменио Веџид пашу. Јусуф-паша је имао поверења у њега и поверио му планове атентата на кнеза Милоша. Хајим Давид је истрчао из своје радње пред Милоша и упозорио га на замку коју му спрема београдски везир. Бојећи се турске одмазде, Давичо је побегао из Београда у Земун, а затим у Беч. У Београд се враћа тек 1859. године, за време друге владавине кнеза Милоша. Претпоставља се да је сахрањен у Бечу или Земуну.